# إدوارد غرني
إدوارد غرني (بالإنجليزية: Edward Gurney) (و. 1914 – 1996 م) هو سياسي، ومحام من الولايات المتحدة الأمريكية ولد في بورتلاند، مين.
تولى منصب عضو مجلس الشيوخ الأمريكي .وهو عضو في الحزب الجمهوري .

## التعليم
تعلم في جامعة ديوك، وكلية هارفارد للحقوق.